# Ruud Geels
Geertruida Maria „Ruud“ Geels (Aussprache: ˈɣeːr.ˌtrœy̯.da ˈmaː.ria ˈɣeːls; * 28. Juli 1948 in Haarlem; † 18. November 2023) war ein niederländischer Fußballspieler. Mit Feyenoord und Ajax wurde der kopfballstarke Mittelstürmer niederländischer Meister, mit dem FC Brügge belgischer Meister. Mit Feyenoord gewann er zudem den niederländischen Pokal und den Europapokal der Landesmeister. Er wurde fünfmal Torschützenkönig der niederländischen Eredivisie, so oft wie kein anderer. Mit der niederländischen Nationalmannschaft wurde er Dritter bei der Europameisterschaft 1976 und er war im Kader der Mannschaft die 1974 Vizeweltmeister wurde.

## Karriere

### Verein
Geels begann seine Karriere in den Jugendmannschaften von RKVV DSS und RKSV Onze Gezellen. 1964 kam er zu Stormvogels Telstar nach Velsen und erzielte in nur acht Spielen bereits fünf Tore.
1966 wechselte er für höchst beachtliche 165.000 Gulden zum niederländischen Großklub Feyenoord Rotterdam. In Rotterdam gewann Geels 1969 das niederländische Double (Pokal und Meisterschaft). Im Europapokal der Landesmeister 1969/70 absolvierte er vier Spiele mit sechs Toren. Im Finale am 6. Mai 1970 in Mailand gegen Celtic Glasgow – die Mannschaft von Trainer Ernst Happel setzte sich mit 2:1 Toren in der Verlängerung durch – kam er nicht zum Einsatz, denn im Allgemeinen war er im Sturmzentrum nur die Nummer zwei hinter dem Schweden Ove Kindvall.
Nach dem Erfolg mit Feyenoord ging er zu den Go Ahead Eagles aus Deventer. Nach zwei Jahren bei den Adlern versuchte er sein Glück in Belgien beim FC Brügge, mit dem er 1973 Belgischer Meister wurde.
1974 ging er zu Ajax Amsterdam die wo nach dem Abgang von Johan Cruyff eine Lücke im Sturmzentrum hatten. Er wurde 1977 zum zweiten Mal Meister der Niederlande. Von 1975 bis 1978 wurde er zudem viermal hintereinander mit 30, 29, 34 bzw. 30 Treffern Torschützenkönig der Eredivisie und 1976 auch mit elf Treffern Top-Torschütze des UEFA-Pokals. Fünf seiner Ligatore erzielte er am 1. November 1975 beim 6:0-Sieg gegen Feyenoord.
1978 zog es ihn für ein Jahr wieder zurück nach Belgien, wo er unter Trainer Raymond Goethals zusammen mit Frank Vercauteren, François Van der Elst  und seinen Landsleuten Arie Haan und Rob Rensenbrink mit dem RSC Anderlecht Vizemeister wurde. Mit 25 Toren aus 29 Spielen wurde er Zweiter der Torschützenliste hinter dem Deutschen Erwin Albert mit 28 Toren in 33 Spielen. Danach wirkte er zwei Jahre bei Sparta Rotterdam, wo er 1981 noch einmal, wenngleich diesmal mit relativ bescheidenen 22 Toren, Ligatorschützenkönig wurde. Es folgte ein Jahr bei PSV Eindhoven. Zum Abschluss seiner Karriere war er noch zwei Jahre bei NAC Breda unter Vertrag.
Von 1965/66 bis 1983/84 kam Geels in 483 Ligaspielen auf 318 Tore.

### Nationalmannschaft
International spielte er 20-mal für die Niederlande und erzielte dabei elf Tore. Sein Debüt im „Oranje“-Team gab er beim Länderspiel am 27. März 1974 in Rotterdam gegen Österreich. Bei der Weltmeisterschaft 1974 in Deutschland gehörte er dem Aufgebot an, er kam aber nicht zum Einsatz. Er nahm auch an der Europameisterschaft 1976 in Jugoslawien teil, wo er beim Spiel um Platz drei erfolgreich zum 3:2 einnetzte. Bei der Weltmeisterschaft 1978 in Argentinien – „Ruud“ hatte von 1975 bis 1978 viermal in Folge die Torjägerkrone gewonnen – gehörte er dagegen nicht dem Kader an. Mit seinem 20. Einsatz beim 3:0-Sieg am 14. Oktober 1981 in Rotterdam gegen Belgien verabschiedete er sich aus der Nationalmannschaft.

## Erfolge
- Europapokal der Landesmeister: 1970
- Niederländischer Meister: 1969, 1977
- Niederländischer Pokalsieger: 1969
- Belgischer Meister: 1973
- Torschützenkönig der Eredivisie: 1975 (30 Tore), 1976 (29), 1977 (34), 1978 (30), 1981 (22)

## Nach der Spielerlaufbahn
Ruud Geels kehrte Anfang der 1990er Jahre als Manager zu Telstar, seinem ersten Erstligaverein, nach Velsen zurück. Seine Tochter Luciène Geels (* 1968) nahm 1996 als Softballerin an den Olympischen Spielen teil. Im November 2023 starb Geels im Alter von 75 Jahren. Er hatte seit einigen Jahren an der Alzheimer-Krankheit gelitten.